# PARCO劇場
PARCO劇場（パルコげきじょう、英語：PARCO Theater）は、東京都渋谷区宇田川町の渋谷パルコ8階にある劇場。

## 沿革
1973年5月23日に「西武劇場」として開場。オープニング記念公演は武満徹企画・構成の5日間にわたる「MUSIC TODAY　今日の音楽」。ピアニストのピーター・ゼルキン、高橋悠治らが出演した。また1974年から1988年まで連年上演された細川俊之と木の実ナナの主演によるミュージカル『ショーガール』は、当時の若者に強く支持され、パルコの支持者増加につながった。
1985年に現名称に改称。初代劇場は客席数458席と小規模ホールながら、三谷幸喜作品など、演劇を中心に人気作・話題作を数多く上演していた。2006年3月26日から同6月25日まで、アスベスト除去工事のため一時休館した。
渋谷パルコの建て替えに伴い、2016年8月7日を以て一時休館。最終公演は『ラヴ・レターズ』（8月1日 - 8月7日）。
2020年1月24日に再オープンした。新劇場は7～9階（エントランスは8階）に位置し、旧劇場の約1.5倍となる636席に規模を拡張した。従来どおり、劇場監督は置かず年間公演をパルコが100％自主プロデュースする。
新生PARCO劇場のこけら落とし公演は立川志の輔による『志の輔らくご ～PARCO劇場こけら落とし～』。公演冒頭では、志の輔が三番叟（さんばそう）を舞ったのちに落語に入った。
続く「PARCO劇場オープニング・シリーズ」は新型コロナウイルスの感染拡大の影響を受け、日程が変更または中止となった。第1弾の渡辺謙主演『ピサロ』は3月13日から4月30日に公演予定だったが、緊急事態宣言を受けて初日が延期となり、2度の休演を挟んで上演したのち、4月15日以降の公演が中止となった。5月13日から6月5日に上演予定だった第2弾の佐々木蔵之介主演『佐渡島他吉の生涯』は全公演中止となった。7月1日から8月8日に上演予定だった第3弾、三谷幸喜作・演出、大泉洋主演の『大地』は、開幕を10日間遅らせ、脚本と舞台装置を変更して「Social Distancing Version」と銘打ち、販売済みであったチケットを払い戻し、販売客席を半分に減らして上演された。また、各土日公演の有料ライブ配信が行われた。

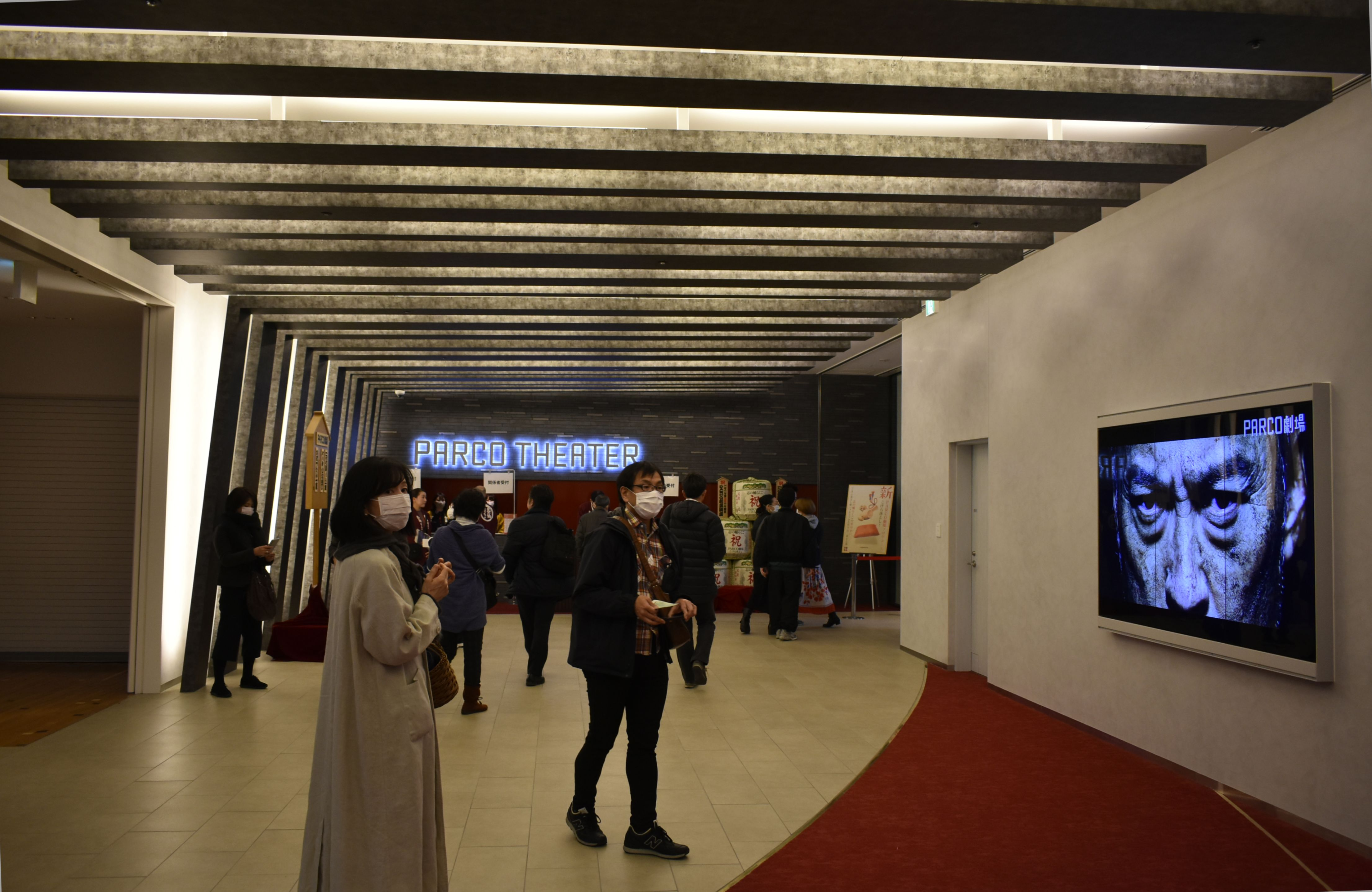
8階にある劇場（2020年2月20日撮影）

## 交通
東日本旅客鉄道（JR東日本）、東急電鉄東横線・田園都市線、京王井の頭線、東京地下鉄半蔵門線・銀座線・副都心線の渋谷駅下車。ハチ公口から徒歩で約5分。